# Spilosoma hartigi
Spilosoma hartigi är en fjärilsart som beskrevs av Franz Dannehl 1928. Spilosoma hartigi ingår i släktet Spilosoma och familjen björnspinnare. Inga underarter finns listade i Catalogue of Life.